# فاناش بين
فاناش بين (بالإنجليزية: Vanash-e Pain)‏ هي منطقة سكنية تقع في إيران في Alamut-e Pain Rural District. يقدر عدد سكانها بـ 21 نسمة .